# Пинчук, Виктор Михайлович
Ви́ктор Миха́йлович Пинчу́к (укр. Віктор Михайлович Пінчук; род. 14 декабря 1960, Киев) — украинский миллиардер, филантроп.
Один из богатейших украинцев, входящий в первую десятку среди них. В 2008 году, по версии журнала «Форбс», стал самым богатым украинцем, обойдя Рината Ахметова. В 2013 году занял 6-е место в рейтинге самых богатых людей Украины с состоянием 2,150 млрд долларов.
Зять второго президента Украины Леонида Кучмы. Народный депутат Украины III—IV созывов.
Лауреат Государственной премии Украины в области науки и техники (2004). Почётный гражданин Киева (2009). Кавалер французского ордена Искусств и литературы (2013).

## Биография
Виктор Пинчук родился 14 декабря 1960 года в еврейской семье. Прадеды — раввины и меламеды (преподаватели в иудейских религиозных школах), известный еврейский род, принадлежащий к ветви ашкенази. Рос и воспитывался в Днепропетровске, где с золотой медалью окончил школу. Хотел поступать в медицинский институт, однако документы у него не приняли.
Окончил с отличием Днепропетровский металлургический институт (1983) по специальности «обработка металлов давлением» специализации «производство труб», инженер-металлург.
С 1981 по 1983 год, будучи студентом, работал лаборантом Днепропетровского металлургического института, резальщиком холодных труб Нижнеднепровского трубопрокатного завода, подрабатывал ночным сторожем на авторемонтном заводе.
После окончания вуза поступил в заочную аспирантуру и начал работать в Государственном научно-исследовательском проектном институте трубной промышленности в Днепропетровске.
С 1983 по 1987 год работал стажёром-исследователем, затем инженером, старшим инженером, младшим научным сотрудником, старшим научным сотрудником.
В 1987 году Пинчук получил степень кандидата технических наук, защитив диссертацию по проблемам разработки новых технологических схем производства трубной продукции.
В 1990 году Виктор Пинчук учредил фирму «Интерпайп». Изначально бизнес строился на простой перепродаже труб: «государственная» и «коммерческая» цены имели существенную разницу. «В условиях, когда у компаний оборвались контакты с Москвой и прежние деловые отношения, а люди не имели опыта маркетинга и предпринимательской деятельности, Пинчук воссоздал всю цепочку производства стали; наладил коксование угля, производство чугуна в чушках, горячекатаный прокат и, наконец, изготовление стальных труб, причем на каждом этапе получал свою долю». Сам Пинчук в одном из интервью сказал: «Если я учился на трубника, то и деньги свои я зарабатывал как трубник! У меня не было никакого капитала, кроме знаний. Знаний предмета работы и знаний людей… У меня никакого другого капитала не было! Это и был мой стартовый капитал! А те разговоры о капитале „по блату“, благодаря родственным отношениям и так далее — для меня это полный бред! Я сам стал сначала миллионером, потом мультимиллионером… Вот таким образом — в результате профессиональной деятельности. И я не распылялся ни на что другое!»
В 1997 году Пинчук развёлся со своей первой женой Еленой Аршавой. Позднее познакомился с дочерью президента Украины Леонида Кучмы Еленой Франчук, с которой проживал в незарегистрированном браке вплоть до 2002 года, когда их отношения были официально оформлены.
С 1997 по 1998 год Виктор Пинчук занимал должность президента научно-инвестиционной группы «Интерпайп». В 1998 году стал депутатом Верховной Рады третьего созыва Украины от одного из Днепропетровских мажоритарных округов. Баллотировался также по списку блока «Трудовая Украина» (№ 8).
3 июня 1998 года начал работу в Комитете экономической политики Верховной Рады.
3 августа 1998 года был главой подкомитета по вопросам предпринимательства, инвестиционной политики и антимонопольного законодательства Комитета по вопросам экономической политике, управления народным хозяйством, собственности и инвестиций.
В период с мая 1998 по апрель 1999 года, будучи народным депутатом, Виктор Пинчук состоял во фракции НДП. 3 апреля 1999 года перешёл в депутатскую группу «Трудовая Украина». Через месяц он стал одним из основателей партии «Трудовая Украина» и членом её политисполкома, в который входил по апрель 2004 года.
В это время он занимал должности советника Президента Украины и члена Совета предпринимателей при Кабмине. Первый пост он оставил в мае 2000 года, второй — в декабре того же года.
31 марта 2002 года был переизбран народным депутатом от того же округа в Днепропетровске.
В конце апреля 2004 года приостановил своё членство в партии «Трудовая Украина», где он являлся заместителем председателя партии.
Отмечали, что предвыборный штаб кандидата в президенты Украины Виктора Януковича в 2004 году Сергей Тигипко возглавил при поддержке Пинчука.
Во всех трёх турах президентских выборов-2004, по собственному свидетельству, голосовал за Януковича: «В первом и во втором туре президентских выборов я голосовал за Януковича… я не могу быть политической проституткой, поэтому и в этот раз буду голосовать за Януковича», — заявил он накануне третьего тура.
Перед третьим туром президентских выборов-2004, во время Оранжевой революции он посещал Майдан Незалежности, после чего в одном из интервью отметил: «Я сказал себе, что, если бы я всё ещё был студентом, то сам был бы там».
Содействовал восстановлению в должности генерального прокурора Святослава Пискуна в разгар политического кризиса на Украине в декабре 2004 года.
После «Оранжевой революции» Виктор Пинчук оставил политику, сконцентрировавшись на предпринимательской и благотворительной деятельности. В 2006 году Пинчук основал благотворительный фонд своего имени. 16 сентября 2006 года он открыл самую большую в Восточной Европе галерею современного искусства — PinchukArtCentre. Деятельность PinchukArtCentre и пропагандируемое центром «современное искусство» вызвало неоднозначные оценки общественности.
В 2006 году Виктор Пинчук реструктуризировал группу «Интерпайп», создав на её базе ряд самостоятельных бизнесов управление которыми осуществляется по принципу фонда прямых инвестиций на основе общей портфельной стратегии. В результате реструктуризации в 2007 году Пинчук основал инвестиционно-консалтинговую группу EastOne для сопровождения новых инвестиций и существующего портфеля активов. Портфель под мандатом EastOne охватывал более 20 бизнесов и широкомасштабных проектов, в том числе трубно-колёсную компанию «Интерпайп», медиа-активы (телеканалы СТБ, Новый, ICTV, M1, M2, газета «Факты и комментарии», издательство «Экономика», выпускающее газету «Дело», журнал «ИнвестГазета»), страховой бизнес — страховая компания «Россия» и другие.
Виктор Пинчук был приглашён на 60-летие Клинтона и 80-летие Буша-старшего.
Виктор Пинчук уже давно не является членом попечительского совета Днепропетровской еврейской общины.
Является членом правления Института мировой экономики Петерсона (Peterson institute for international economics), членом Международного Консультационного Совета Института Брукингса и членом Корпоративного Консультационного Совета Глобальной бизнес-коалиции против ВИЧ/СПИД, туберкулеза и малярии.

## Бизнес
В 2004 году Виктор Пинчук и Ринат Ахметов создали промышленно-финансовый консорциум «Инвестиционно-металлургический союз», который, победив в приватизационном конкурсе, приобрёл Металлургический комбинат «Криворожсталь» за 800 млн долларов. Однако после Оранжевой революции Хозяйственный суд Киева признал продажу предприятия незаконной, и в 2005 году завод был реприватизирован и перепродан за 4,8 млрд долларов британскому сталелитейному королю Лакшми Митталу.
В 2007 году Виктор Пинчук стал основателем и владельцем инвестиционно-консалтинговой группы EastOne — международной инвестиционно-консалтинговой группы, образованной в результате реструктуризации группы «Интерпайп» и предоставляющей услуги по стратегическому и инвестиционному управлению портфелями активов. Инвестиционный портфель, в отношении которого группа EastOne осуществляет стратегическое консультирование, охватывает более 20 бизнесов и широкомасштабных проектов, среди которых — трубно-колёсная компания «Интерпайп», медиа-активы (телеканалы: СТБ, Новый, ICTV; М1; М2; QTV; газета «Факты» (по июнь 2016 года.), Издательство «Экономика», которое выпускает газету «Дело», журнал «ИнвестГазета», радиохолдинг Тавр Медиа, Marketing Media Review и др.)
В 2008 году Пинчук продал 95 % Укрсоцбанка итальянской группе UniCredit за рекордные 2,07 млрд долларов.
В конце июля 2020 года НБУ согласовал продажу принадлежавшего Пинчуку банка Кредит Днепр предпринимателю Александру Ярославскому.

## Семейное положение
Отец — Михаил Аронович Пинчук (род. 1934), был металлургом, прокатчиком-листовиком.
Мать — Софья Иосифовна Пинчук (род. 1936), работала научным сотрудником в Днепропетровском металлургическом институте.
Первая жена (с 1980 по 1997 год) — Елена Владимировна Аршава, дочь Владимира Николаевича Аршава, который на момент брака занимал должность заместителя заведующего Днепропетровского облздравотдела.
- Дочь — Мария Викторовна Пинчук (род. 1982)[30], окончила Днепропетровский университет по специальности «психология» и «английский язык и литература», училась также в Оксфорде. Акционер ООО «Фирма „Дайм“», торгующей чёрными и цветными металлами, совладельцем которой является её дедушка Михаил Аронович Пинчук. Владеет недвижимостью в Лондоне[29][31]. Мария замужем.
  - Внучка — Маргарита (род. 06.2010)[32].

Вторая жена — Елена Леонидовна Пинчук (урожденная — Кучма, в первом замужестве — Франчук, род. 1970), дочь второго Президента Украины Леонида Кучмы. Официальный брак заключён в 2002 году, до этого пара состояла в незарегистрированном браке с 1997 года. Елена Пинчук на протяжении 9 лет работала заместителем директора по маркетингу компании мобильной связи «Киевстар». В конце 2003 года уволилась и основала фонд «АНТИСПИД». В 2009 году возглавила наблюдательный совет медиагруппы StarLightMedia, включающей телеканалы СТБ, ICTV, Новый, QTV, М1, M2 и ряд других медиакомпаний.
- Пасынок — Роман Игоревич Франчук (род. 1991).

- Дочь — Екатерина Викторовна Пинчук (род. 2003)
- Дочь — Вероника Викторовна Пинчук (род. 2011).

## Награды и премии
В 2010 году Пинчук вошёл в сотню самых влиятельных людей мира по версии журнала «Тайм» (Time 100: The World’s Most Influential People), он занял 7-е место в категории Мыслители (англ. Thinkers), в которую также вошли основатель Apple Стив Джобс, министр-ментор Сингапура Ли Кван Ю, судья Верховного суда США Соня Сотомайор и дизайнер Заха Хадид. (Пинчук стал вторым украинцем, вошедшим в этот рейтинг, ранее, в 2005 году, в него вошёл президент Украины Виктор Ющенко.)
С 2008 года входит в список 100 самых влиятельных людей в искусстве по версии британского журнала ART Review. В 2010 году возглавил список ТОП-10 лоббистов Украины — рейтинг Института мировой политики.
- 18 октября 2010 года в Нью-Йорке в Cipriani Wall Street на девятой ежегодной церемонии Enduring Vision (Взгляд в будущее) Виктор и Елена Пинчук получили награду СПИД Фонда Элтона Джона за весомый вклад в борьбу со СПИДом[38]
- Лауреат Европейской премии Треббия (Trebbia European Awards) в номинации «Поддержка культуры и искусства» (март 2012)

## Состояние
В рейтинге миллиардеров, составленном журналом «Форбс» в марте 2008 года (Список миллиардеров (2008)), Пинчук фигурировал под номером 203 (его состояние оценивалось в 5 миллиардов долларов), а в рейтинге 2009 года, как владелец состояния в 2,6 миллиарда долларов, занял 246-е место. К марту 2011 года Пинчук занял в рейтинге Forbes 336-е место (№ 2 на Украине, после Рината Ахметова), с состоянием 3,3 миллиарда долларов.
В марте 2012 года — 255 место с 4,2 миллиарда долларов. В 2013 году он занимал 353 место с состоянием 3,8 миллиарда долларов.
В июне 2020 года Forbes оценивал состояние Пинчука в $1,4 млрд. По версии того же журнала состояние Пинчука в марте 2021 года составило $2,5 млрд.
По версии журнала "НВ" Виктор Пинчук занял второе место (вслед за Ринатом Ахметовым) в ТОП-100 самых богатых украинцев. Состояние бизнесмена оценивают в 2,6 млрд долларов (рост на 8% по сравнению с 2020 годом).

## Меценатство и филантропия
Основатель благотворительного Фонда Виктора Пинчука.
«Успех приватного филантропа Пинчука повышает доверие к нему как общественному деятелю, снижая негативный фон его былых дел», — отмечают эксперты. («NYT» в 2008 году в статье с красноречивым заголовком «Купить уважение за деньги? Один украинский олигарх пытается» привела мнение адвоката Брюса Маркса, обслуживающего украинского бизнесмена — конкурента Пинчука: «Хотел бы я зарабатывать столько, сколько получают его пиарщики за отмывание его имиджа».) «Я тружусь не ради моего имиджа, — позиционирует себя Пинчук. — Я просто хочу внести вклад в созидание моей родины».
В начале 2013 года Виктор Пинчук присоединился к филантропической кампании «Клятва дарения», выразив таким образом согласие передать не менее половины своего состояния на благотворительность.
В 2023 году историки Тимоти Снайдер, Сергей Плохий и Ярослав Грицак открыли финансируемый Виктором Пинчуком проект "Украинская история: глобальная инициатива", в котором 90 международных и украинских историков объединились для изучения истории Украины отдельно от навязанных СССР и Россией постулатов.
- Виктор Пинчук выкупил украинских моряков судна «Фаина», захваченных сомалийскими пиратами[48].
- В 2007 году на аукционе «Сотбис» Пинчук купил фотографии 99 центов. Диптих Андреаса Гурски за рекордную в то время сумму 3 346 456 долларов[49]
- Пинчук удостоился характеристики «просвещённого капиталиста» от Джорджа Сороса[21].